# TLA Gay Awards
TLA Gay Awards jsou americké ceny udílené za pozoruhodné počiny v oblasti gay pornografie. V letech roku 2010 až 2013 je každoročně vyhlašovala filadelfská společnost TLA Entertainment Group, která se označuje za největšího maloobchodního prodejce gay pornografie v Severní Americe.

## Vznik ceny a pojmenování
TLA je zkratka pro Theater of the Living Arts (Divadlo živého umění), což byla experimentální divadelní společnost založená v 60. letech 20. století. Divadlo se později změnilo v artové kino a na jeho činnost v 80. letech navázala videopůjčovna, která se později rozrostla v celou síť. V letech 2007–2012 byly videopůjčovny společnosti postupně uzavírány. V roce 1997 byl však založen internetový obchod TLAvideo distribuující gay a lesbické filmy, nezávislou i hollywoodskou filmovou tvorbu a filmy i knihy pro gay a lesbickou klientelu, včetně pornografie. V souvislosti s vyčleněním samostatného tematického webu TLAgay začala společnost v roce 2010 vyhlašovat ocenění TLA Gay Awards.

## Držitelé ceny
Během let se proměňovaly některé kategorie, v nichž byla cena udílena.

### 2010
V roce 2010 byli oceněni:
Film roku (Must-own movie of the year)
Men of Israel (Lucas Entertainment, r. Michael Lucas, Mr. Pam)
Herec roku (Performer of the year)
Brent Corrigan
Režisér roku (Director of the year)
Chi Chi LaRue
Zavedené studio roku (Big-boy studio of the year)
TitanMen
Nové nebo rozvíjející se studio (New to DVD / Up & coming studio)
Randy Blue
Neslušné video roku (Year's Filthiest Flick)
Savages (Satyr Films, r. Chad Ryan, Nick Cutts)
Nejromantičtější porno roku (Year's most romantic porn)
Porn Stars in Love (Raging Stallion Studios, r. Ben Leon)
Nejlepší mezigenerační video (Best intergenerational flick)
Brief Encounters: Real Men Volume 17 (Pantheon Productions, r. Walter Romero)
Výběr VOD – Nejlepší orální výstřik (VOD select – Tastiest oral cumshot)
Insatiable (Alphamale Media, Liberate Studios, r. Ross Winters)
Oblíbené příslušenství nebo sexuální pomůcka (Favorite accessory/sex toy)
Fleshjack Ice Jack Mouth
Nejlepší a největší „zlý kluk“ (Best 'n biggest badass)
Ricky Sinz
Nejlepší účes (Best hair)
François Sagat
Oblíbený nováček (Favorite newcomer)
Samuel Colt
Twitter-maniak – Nejproduktivnější v oboru (Twitter-maniac – Most prolific in the biz)
Rob Romoni
[ zpět nahoru ]

### 2011
V roce 2011 byli oceněni:
Film roku (Must-own movie of the year)
F*ck U (Channel 1 Releasing, Rascal Video, r. Chi Chi LaRue)
Herec roku (Performer of the year)
Brent Everett
Režisér roku (Director of the year)
Michael Lucas & Mr. Pam
Studio roku (Content producer / Studio of the year)
Channel 1 Releasing, Rascal Video
Nejhorší filmový název roku (Year's craxxxiest name of the year)
Whorrey Potter & the Sorcerer's Balls (Dominic Ford, r. Dominic Ford)
Neslušné video roku (Year's Filthiest Flick)
L.A. Zombie Hardcore (Dark Alley Media, Wurstfilm, r. Bruce LaBruce)
Nejromantičtější porno roku (Year's most romantic porn)
Taboo: The Peters Twins (Bel Ami, Lukas Ridgeston, r. Lukas Ridgeston)
Nejlepší mezigenerační video (Best intergenerational flick)
Daddy Mugs Adventure (M & I Productions, r. Hans Hummer)
Oblíbené příslušenství nebo sexuální pomůcka (Favorite accessory/sex toy)
Str8cam Lube
Nejlepší a největší „zlý kluk“ (Best 'n biggest badass)
Alexsander Freitas
Oblíbený nováček (Favorite newcomer)
Donny Wright
Twitter-maniak – Nejproduktivnější v oboru (Twitter-maniac – Most prolific in the biz)
Kennedy Carter
[ zpět nahoru ]

### 2012
V roce 2012 byli oceněni:
Film roku (Must-own movie of the year)
Assassin (Lucas Entertainment, r. Michael Lucas, Mr. Pam, Marc MacNamara)
Herec roku (Performer of the year)
Donny Wright
Režisér roku (Director of the year)
Lukas Ridgeston
Studio roku (Content producer / Studio of the year)
Bel Ami
Nejhorší filmový název roku (Year's craxxxiest name of the year)
Ride My Disco Stick (Benny Morecock Presents, Cocky Boys, r. Benny Morecock)
Neslušné video roku (Year's Filthiest Flick)
Fist Deep (TitanMen Rough, TitanMen, r. Paul Wilde)
Nejromantičtější porno roku (Year's most romantic porn)
Brady Loves Kevin (Cocksure Men, Jake Cruise Presents, r. Jake Cruise)
Oblíbené příslušenství nebo sexuální pomůcka (Favorite accessory/sex toy)
Fleshjack
Oblíbený nováček (Favorite newcomer)
Marc Dylan
Twitter-maniak – Nejproduktivnější v oboru (Twitter-maniac – Most prolific in the biz)
Brent Corrigan alias Sean Paul Lockhart
[ zpět nahoru ]

### 2013
V roce 2013 nahradila kategorii nejlepšího romantického filmu nejlepší parodie a nově byl vyhlášen i nejchytlavější obal. Dále byla vyhlášena jedna mimořádná cena. Oceněni byli:
Film roku (Must-own movie of the year)
Project Gogo Boy (CockyBoys, r. Jake Jaxson)
Herec roku (Performer of the year)
Paddy O'Brian
Režisér roku (Director of the year)
Jake Jaxson
Studio roku (Content producer / Studio of the year)
Men.com
Nejhorší filmový název roku (Year's craxxxiest name of the year)
Fucktards (Treasure Island Media, r. Paul Morris)
Neslušné video roku (Year's Filthiest Flick)
Punch In Punch Out (Club Inferno, Hot House Video, r. Christian Owen)
Nejlepší parodie roku (Year's Best Parody/Spoof)
21 Hump Street (Jet Set Men, r. Chris Steele)
Nejchytlavější obal roku (Year's Most Eye-grabbing Cover)
Scandal in the Vatican (Lukas Ridgeston, Bel Ami, r. Marty Stevens)
Oblíbené příslušenství nebo sexuální pomůcka (Favorite accessory/sex toy)
Fleshjack
Oblíbený nováček (Favorite newcomer)
Paddy O'Brian
Nejzábavnější či nejproduktivnější Twitterer (Twitterer: Most entertaining and/or prolific)
Cocky Boys / Jake Jaxson
Zvláštní cena TLA (TLA Choice: The "because I wanted to" award)
Donny Wright – dvojnásobný vítěz z minulých ročníků; za to, že se vloupal do požární stanice, masturboval nad hasičskou výstrojí a bezstarostně to odůvodnil: „Protože jsem chtěl.“
[ zpět nahoru ]

## Tournament of Hoses
V květnu 2014 vyhlásila společnost na webu TLAgay.com zvláštní hlasování v soutěži nazvané Tournament of Hoses. Návštěvníci měli vybírat mezi 32 nominovanými pornoherci ze dvou táborů: aktivně účinkujících a již neaktivních klasických herců.
Za současné byli nominováni: Brent Corrigan, Austin Wilde, Jimmy Durano, Paddy O'Brian, Michael Lucas, Ryan Rose, Adam Killian, Hunter Page, Brent Everett, Landon Conrad, Trenton Ducati, Tommy Defendi, Kris Evans, Jake Bass, Boomer Banks a Johnny Rapid. Za bývalé nominaci získali: Jeff Stryker, Lukas Ridgeston, Ryan Idol, Kevin Williams, John Davenport, Jon King, Bobby Blake, Rick Donovan, Al Parker, Matthew Rush, François Sagat, Mike Branson, Joey Stefano, Tom Chase, Aiden Shaw a Eric Hanson.
Měsíčním hlasováním do závěrečného „rozstřelu“ prošel výhradní model studia Cocky Boys Jake Bass a „veterán“ studia Bel Ami Lukas Ridgeston. Celkové vítězství si z turnaje odnesl mladý Jake Bass.